# Carl Seelig
Pour les articles homonymes, voir Seelig.
Carl Seelig, né le 11 mai 1894 à Zurich et mort le 15 février 1962 dans la même ville, est un écrivain (pseudonyme : Thomas Glahn), journaliste, éditeur et mécène suisse alémanique.
Il est surtout connu en tant que biographe d'Albert Einstein et en tant que tuteur et éditeur de Robert Walser.

## Biographie
Carl Seelig naît le 11 mai 1894 à Zurich, ville dont il est aussi originaire. Son père, Karl Wilhelm Seelig, est propriétaire d'une usine de teinture de soie ; sa mère est née Julie Alwine Kuhn.
Il étudie à l'école cantonale de Trogen, dans le canton d'Appenzell Rhodes-Extérieures, de 1910 à 1915[réf. souhaitée]. Il étudie ensuite le droit, la linguistique et la littérature de 1916 à 1920[réf. souhaitée], d'abord pendant un semestre à l'École supérieure de commerce à Neuchâtel[réf. souhaitée], puis à l'Université de Zurich, qu'il quitte en 1920 sans avoir obtenu de licence[réf. souhaitée]. De cette période naissent ses premiers travaux journalistiques[réf. souhaitée], ses tentatives lyriques et ses premières amitiés avec les écrivains Hermann Hesse et Stefan Zweig ainsi que le philosophe et médecin Max Picard.
Il est un pacifiste convaincu et cultive des contacts étroits avec d'autres pacifistes, dont Romain Rolland et Henri Barbusse.
Son père meurt accidentellement en 1917 et Carl Seelig devient l'héritier d'une fortune considérable. Il entre dans le capital de la maison d'édition viennoise EP Tal & Co. Il y édite la collection Die zwölf Bücher, dans laquelle paraissent de 1919 à 1922 des œuvres de Romain Rolland, Hermann Hesse, Stefan Zweig, Henri Barbusse, Georges Duhamel, Maurice Maeterlinck ainsi que « Les Luddites » (1922) d'Ernst Toller. Son projet est d'y faire paraître les plus grands noms de la littérature germanophone de son époque. C'est cependant un échec financier et il se voit contraint de fermer sa maison d'édition en 1923. Cette aventure lui a cependant permis de nouer des contacts avec des nombreuses personnes célèbres de l'époque, et d'étendre encore davantage son réseau personnel d'amitiés, un réseau qui s'étend bien au-delà des cercles littéraires.
Dans les années 1920, Seelig publie ses propres volumes de poésie et de prose, sans toutefois rencontrer beaucoup de succès. Parallèlement à cela, il poursuit une activité d'éditeur de littérature germanophone et de critique culturel. Il édite différents auteurs tels que Georg Büchner, Jean Paul, Eduard Mörike, Heinrich Heine et Georg Heym. Il est un critique culturel extrêmement actif, publié par de nombreux journaux suisses[réf. souhaitée] ; il y recense tant des œuvres littéraires que des films, des pièces de théâtres, des œuvres chorégraphiques. Il lui arrive par ailleurs de soutenir financièrement certains auteurs, dont l'écrivain Rudolf Jakob Humm (de).
Après la prise du pouvoir par les nationaux-socialistes en 1933, Seelig devient l'un des « plus infatigables collaborateurs des écrivains antifascistes allemands ». Il soutient des auteurs exilés tels que Joseph Roth, Robert Musil, Ferdinand Hardekopf, Bruno Schönlank, Alfred Polgar, Ignazio Silone et Hermann Broch. Il leur offre une oreille attentive, les fait bénéficier de ses contacts, cherche à les faire engager dans la fonction publique, leur offre une aide en nature ou un soutien financier (sur ses deniers propres ou en récoltant de l'argent auprès d'autres mécènes),. Cet engagement est attesté par de nombreuses correspondances qui ont été conservées par la succession de Carl Seelig. Plus de 10 000 lettres figurent dans sa correspondance, il est en contact avec les plus grands auteurs et intellectuels de son temps, parmi lesquels Max Brod, Jo Mihaly (de), Emmy Hennings et Mechtilde Lichnowsky, Thomas Mann, Paul Nizon, Stefan Zweig, Hermann Hesse.
Durant cette période, il ne se désintéresse cependant pas de la littérature suisse et poursuit son travail de recension, de mise en contact de différentes personnalités et continue à soutenir financièrement des auteurs et des éditeurs. Ludwig Hohl, Annemarie Schwarzenbach, Paul Nizon et Erika Burkart font partie des auteurs suisses qui ont bénéficié de son appui.
À partir du 26 avril 1944, Seelig devient le tuteur de l'écrivain Robert Walser, interné à l'hôpital psychiatrique d'Herisau depuis 1933. À l'été 1935, Seelig contacte Walser et lui rend régulièrement à partir de juillet 1936. Il prend très à cœur son rôle de tuteur et communique tant avec les médecins que les sœurs de Robert Walser,. Il tente d'inciter Robert Walser à reprendre son activité littéraire, mais ses efforts demeurent vains. L’œuvre de Robert Walser, qui n'a plus rien écrit depuis des années, est alors en passe de tomber dans l'oubli. Carl Seelig parvient à faire rééditer plusieurs de ses écrits et entreprend une véritable campagne de communication en faveur de l'écrivain. À partir de la fin des années 1930, il écrit lui-même plus de 40 articles consacrés à Robert Walser, des articles qu'il parvient à faire publier dans les plus importants journaux suisses. Outre les rééditions, Carl Seelig se lance dans un programme complet d'édition de l'ensemble de l’œuvre de Robert, faisant notamment publier des anthologies thématiques et d'autres écrits moins connus du public. En 1957, Carl Seelig publie le livre « Promenades avec Robert Walser », où il relate de manière chronologique ses différentes promenades avec Robert Walser, de grands tours depuis l'hôpital d'Herisau, la marche étant une activité que Robert Walser pratiqua assidûment toute sa vie. Cet ouvrage est un succès de librairieet est traduit dans plusieurs langues. Quelques années plus tôt, Carl Seelig avait également connu un grand succès d'édition avec sa biographie d'Albert Einstein, parue en 1952, puis éditée et complétée lors deux éditions complémentaires. Cette biographie est également rapidement traduite en plusieurs langues.
Aux débuts des années 1950 , Carl Seelig s'oppose au Studio 4 AG. En raison d'une de ses critiques qui leur a déplu, l'exploitant de cinéma Studio 4 décide de lui refuser l'accès à tous ses cinémas. Carl Seelig s'y oppose et poursuit l'affaire jusqu'au Tribunal fédéral. Si l'affaire suscite l'intérêt du public, Seelig perd cependant son procès en février 1954.
Carl Seelig décède accidentellement le 15 février 1962 à l'âge de 67 ans. Il travaillait sur une biographie de Robert Walser.
Il est inhumé au cimetière zurichois de Sihlfeld. En 2020, la tombe familiale n° 82083 du champ funéraire A, où Seelig repose aux côtés de ses parents, est désignée tombe d'honneur de la ville de Zurich par décision du conseil municipal[réf. souhaitée].

## Archives

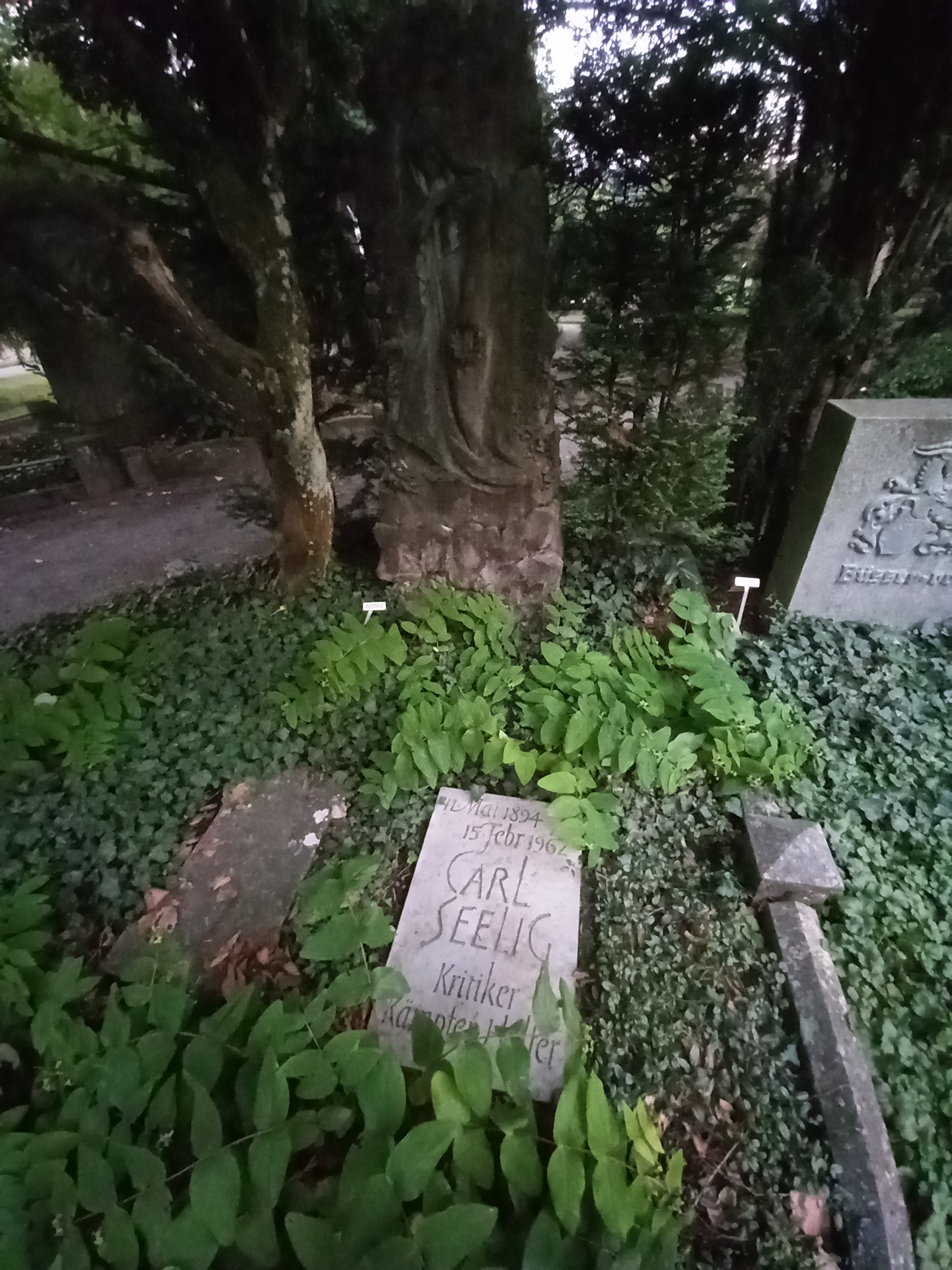
La tombe de Carl Seelig au cimetière de Sihlfeld à Zurich

Le fonds d'archive Carl Seelig– qui comprend, outre des lettres, des dizaines de milliers de documents de presse issus de ses activités journalistiques entre 1915 et 1962 – se trouve dans les archives Robert Walser au Centre Robert Walser à Berne et à la Bibliothèque centrale de Zurich. La correspondance entre Carl Seelig et Albert Einstein ainsi que la documentation sur laquelle il s'est appuyé pour réaliser la biographie du physicien se trouvent dans les archives de l'école polytechnique fédérale de Zürich (ETH). Les lettres de Seelig se trouvent dans différents fonds des Archives littéraires suisses (ALS) à Berne.
Une partie de la correspondance de Carl Seelig a en outre été publiée en 2022 aux éditions Suhrkamp.